# Ernst Haeusserman
Ernst Haeusserman (3 de junio de 1916 - 11 de junio de 1984) fue un director teatral y televisivo, actor y escritor austriaco.

## Biografía
Su nombre completo era Ernst Heinz Haeusserman, aunque también era conocido como Ernst Hausman. Nacido en Leipzig, Alemania, era hijo del actor del Burgtheater de Viena Reinhold Häussermann (1884–1947).  Se formó en el Schottengymnasium, y luego estudió en la Universidad de Música y Arte Dramático de Viena. En el año 1934 debutó en el Burgtheater actuando en la pieza de Geza Silberer Caprice. El joven actor, que actuó con su padre en el film Ein Stern fällt vom Himmel (1934), siguió formando parte del Burgtheater hasta el año 1938.
Tras producirse el Anschluss, por su origen judío se vio obligado a emigrar a los Estados Unidos en 1939.  Allí se casó con Johanna „Hansi“ Lothar (1918–1945), hija de Ernst Lothar, que junto con su padre había llegado a América en 1938 procedente de Suiza y París huyendo del régimen nazi, y que había sido secretaria privada de Max Reinhardt.
En Estados Unidos adoptó los nombres „Ernst Haeusserman“ o „Ernst Hausman“, y trabajó en una docena de producciones cinematográficas, haciendo papeles tan pequeños que no aparecía en los títulos de reparto. Más relevante fue que trabajó como ayudante de dirección de Max Reinhardt, aprendiendo así las tareas de dirección.
Tras regresar a Austria como ciudadano estadounidense fue oficial cultural en el programa radiofónico Rot-Weiß-Rot , emitido en Salzburgo por la fuerza de ocupación estadounidense, y entre 1948 y 1953 fue jefe del departamento de cine, teatro y música de la Embajada de Estados Unidos en Viena, estando bajo su dirección el Kosmos-Theater así como el teatro itinerante de los Estados Unidos. 
En el transcurso de su carrera, Haeussermann fue director en algunos de los más importantes teatros de Austria: desde 1954 a 1958 junto a Franz Stoß trabajó en el Theater in der Josefstadt, entre 1959 y 1968 en el Burgtheater – como director en el Burgtheaters cultivó principalmente el teatro clásico, y particularmente el de Johann Nestroy, Franz Grillparzer, Arthur Schnitzler y Hugo von Hofmannsthal – y desde 1977 hasta su muerte en 1984 trabajó de nuevo, esta vez en solitario, en el Theater in der Josefstadt. En esos productivos años trabajó en 533 piezas de 295 autores.
Haeusserman fue también desde 1961 miembro de la junta directiva y director de la sección teatral del Festival de Salzburgo. En 1965 fue nombrado Profesor de la Universidad de Música y Arte Dramático de Viena, donde el 24 de febrero de 1966 impartió una conferencia inaugural titulada „Film und Fernsehen – Kunst oder Kunstgewerbe“. A partir de 1975 dirigió junto a Marcel Prawy el Instituto para la Gestión Cultural, y dirigió varias producciones televisivas. 
Haeusserman no solamente se ocupó de representar a dramaturgos clásicos y austriacos del pasado, sino también a dramaturgos contemporáneos como Felix Mitterer (Veränderungen, 1979) pero, por otro lado, junto a Hans Weigel y Friedrich Torberg, fue uno de los responsables del Boicot a Bertolt Brecht que tuvo lugar en Viena entre los años 1956 y 1963.
Ernst Haeusserman falleció en Viena en el año 1984. Fue enterrado, al igual que su padre, en el Cementerio Döblinger Friedhof de Viena, en una tumba dedicada (Gruppe 37, Reihe 1, Nummer 24), donde descansa junto a su segunda esposa, la actriz Susi Nicoletti, con la que se había casado en 1954.

## Escritos
- Mein Freund Henry. Novela testimonio. Zsolnay, Viena-Hamburgo 1983, ISBN 3-552-03505-2.
- Herbert von Karajan. Biografía. Bertelsmann, Gütersloh 1968.
Edición revisada y complementada: Goldmann, Múnich 1983, ISBN 3-442-33100-5.
- Herbert von Karajan. Con discografía y grabación. Molden, Viena 1978, ISBN 3-217-00793-X.
- Im Banne des Burgtheaters. Reden und Aufsätze. Edición y prólogo de Jacques Hannak. Europa-Verlag, Viena-Fráncfort-Zúrich 1966.
- Die Burg. Rundhorizont eines Welttheaters. Hans Deutsch, Viena-Stuttgart-Basilea 1964.
- Das Wiener Burgtheater. Con 13 imágenes en color de Erich Lessing y 192 en blanco y negro. 2.ª edición. Molden, Viena-Múnich-Zúrich 1975, ISBN 3-217-00517-1.
- Von Sophokles bis Grass. Zehn Jahre Burgtheater. Europa-Verlag, Viena-Fráncfort-Zúrich 1968.

## Filmografía
Como actor:
- 1934 : Ein Stern fällt vom Himmel, de Max Neufeld
- 1935 : Címzett ismeretlen, de Béla Gaàl
- 1943 : Hitler’s Madman
- 1970 : Noch mal von vorn (telefilm)
- 1972 : Calcium (telefilm)
- 1973 : Der Große Zauberer – Max Reinhardt (documental TV)

Como director:
- 1954 : Pepi Columbus (documental)
- 1972 : Weh dem, der lügt (telefilm)
- 1974 : Fräulein Else (telefilm)
- 1976 : Der Raub der Sabinerinnen (telefilm)
- 1979 : Berggasse 19 (telefilm)
- 1981 : Der Traum ein Leben (telefilm)

## Premios
- 1957 : Título de Profesor[10]
- 1968 : Miembro honorario del Burgtheater
- 1976 : Anillo Grillparzer
- 1978 : Orden del Mérito de la República Federal de Alemania
- 1981 : Anillo de honor de la ciudad de Viena
- 1982 : Orden al Mérito de la República de Austria[11]
- 1982 : Gran condecoración del Estado de Salzburgo